# Tulloch Castle

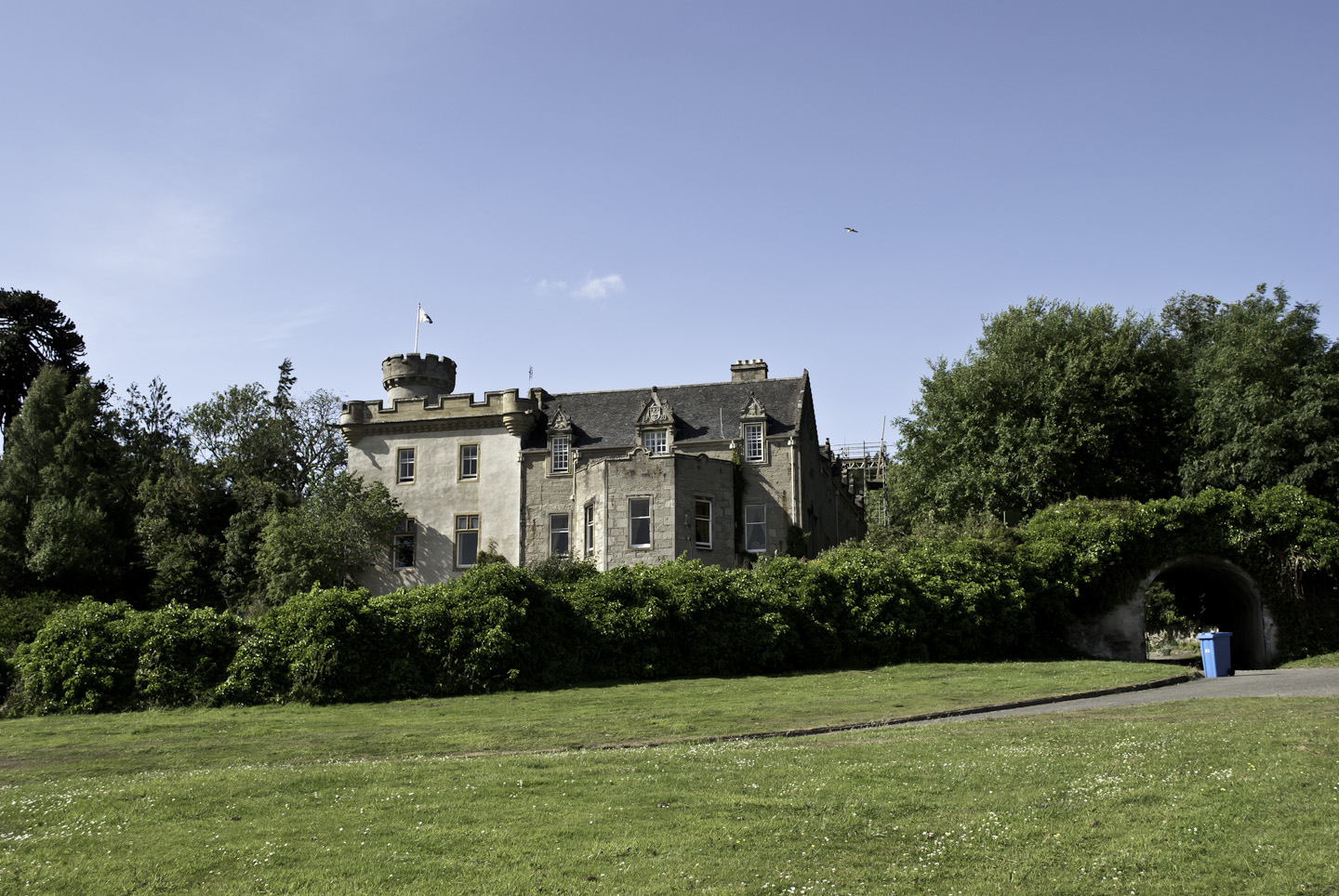
Tulloch Castle

Tulloch Castle ist ein Schloss in der Stadt Dingwall in der schottischen Council Area Highland. Seine Anfänge liegen vermutlich in der Mitte des 16. Jahrhunderts. Über die Jahre diente es als Familienwohstatt für die Bains, die Davidsons und die Vickers, nach der Evakuierung von Dünkirchen als Armeehospital und später als Studentenwohnheim für die örtliche Schulverwaltung. Derzeit ist es als Hotel und Konferenzzentrum genutzt.

## Geschichte
Tulloch Castle stammt vermutlich aus der Mitte des 16. Jahrhunderts, als Duncan Bane (oder Bain, Bayne) 1542 das Baronat Tulloch erhielt.
Im 18. Jahrhundert aber kam das Schloss in andere Hände. Kenneth Bayne, 8. Laird of Tulloch, verkaufte Tulloch Castle 1762 an seinen Vetter Henry Davidson. Nach Henry Davidsons Tod 1781 erbte das Schoss dessen jüngerer Bruder Duncan Davidson, der 1790–1796 Parlamentsabgeordneter für den Wahlkreis Cromartyshire war. Ihm wiederum folgten sein Sohn Henry Davidson (1771–1827), sein Enkel Duncan Davidson (1800–1881) und sein Urenkel Henry Caithness Reay Davidson (1836–1889) nach. Letzterer war der Vater des letzten Davidson of Tulloch, Duncan Davidson (1865–1917).
1845 wurde das Schloss durch einen Brand beschädigt und 1891 erweitert.
1917 wechselte das Schloss an einen Eigentümer außerhalb der Familie Davidson, als Duncan Davidson starb und es seiner Tochter und ihrem Sohn, Colonel Angus Vickers von der Flugzeugfabrik Vickers vererbte. Der Architekt Sir Robert Lorimer entwarf Umbauten an Tulloch Castle, die Anfang der 1920er-Jahre durchgeführt wurden. Nachdem das Schloss etliche Jahre lang der Familie Vickers als Heim und 1940 als Armeehospital für die Verletzten der Schlacht von Dünkirchen gedient hatte, kaufte die örtliche Schulverwaltung Tulloch Castle 1957. Es diente dann bis 1976 als Unterkunft für Studenten von der schottischen Westküste, die an der Dingwall Academy studierten. Danach verfiel das Schloss, bis es 1996 von der ortsansässigen Familie McAulay renoviert und in ein Hotel umgewandelt wurde. Bis heute ist es als Hotel und Konferenzzentrum in Gebrauch und im Oktober 2007 fand dort das offizielle Clantreffen der Davidsons statt.
Historic Scotland hat das Schloss als historisches Bauwerk der Kategorie B gelistet.

## Geister
Es gibt etliche Berichte über die Heimsuchung von Tulloch Castle durch Geister. Besucher und Hotelangestellte gaben an, dass sie Zeugen von Erscheinungen in Form eines jungen Mädchens und einer Dame in mittleren Jahren geworden seien. Diese Berichte über übernatürliche Erscheinungen wurden 2005 von der Serie Beyond Explanation der Fernsehgesellschaft Grampian Television untersucht, auch wenn sich keine schlüssigen Beweise für solche Erscheinungen fanden. Am 28. Mai 2008 berichtete die Sun News, dass ein 14-jähriger Junge namens Connor Bond offensichtlich (mit einer Digitalkamera) ein Foto einer „Hand“ machte, die sich an einem Treppengeländer festhielt und einer schwebenden Erscheinung folgte. Seit dem 28. Mai 2008 werden seine Fotos von Filmexperten und solchen für paranormale Erscheinungen untersucht.

## Anwesen

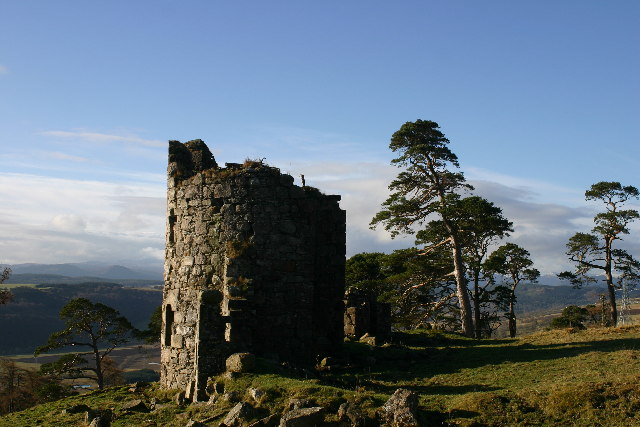
Caisteal Gorach

Das Schlossgelände beherbergt viele interessante Details. Ein Tunnel verlief vom Keller des Schlosses und der Stadt Dingwall bis zum Gelände der alten Burg Dingwall Castle. Heute ist der Tunnel eingestürzt, aber man kann man diesen Gang durch einen Lüftungsschacht auf dem Rasen vor dem Schloss sehen. Es gibt einen Friedhof der Davidsons auf dem Schlossgelände, auf dem Familienmitglieder und Haustiere beerdigt wurden. Der Friedhof ist von einem Metallzaun umgeben und ist heute zugewachsen, aber die Grabsteine sind immer noch zu sehen. Ursprünglich gab es zwei eingefriedete Gärten auf beiden Seiten des Schlosses. Auch diese sind zugewachsen und Teile davon sind zu Wäldern geworden oder es wurden Häuser darauf errichtet. Das Schloss hatte zwei Torhäuser an den Eingangswegen. Das westliche Torhaus existiert heute nicht mehr, aber das östliche ist zwischenzeitlich in ein privates Wohnhaus umgebaut worden. Dieses Torhaus wurde 1876 errichtet und der Verbindungsweg zwischen ihm und dem Schloss wurde zur öffentlichen Straße umgewidmet. Diese Straße dient heute als Hauptzufahrt zum Hotel.
Auf einem Hügel nördlich des Schlosses steht Caisteal Gorach, eine Folly vom Ende des 18. Jahrhunderts, die der Architekt Robert Adam für Duncan Davidson entwarf. Die Folly besteht aus der Ruine eines Rundturms mit flankierenden Mauern und Historic Scotland hat sie als historisches Bauwerk der Kategorie A gelistet.